# Université d'État Henderson
Pour les articles homonymes, voir HSU.
L'université d'État Henderson (en anglais : Henderson State University ou HSU) est une université américaine située à Arkadelphia, dans le comté de Clark, en Arkansas.

## Source
- (en) Cet article est partiellement ou en totalité issu de l’article de Wikipédia en anglais intitulé « Henderson State University » (voir la liste des auteurs).